# Clubiona silvestris
Clubiona silvestris là một loài nhện trong họ Clubionidae. Loài này được phát hiện ở Borneo.